# Сєрково (Городецький район)
Сєрково (рос. Серково) — присілок в Городецькому районі Нижньогородської області Російської Федерації.
Населення становить 1120 осіб. Входить до складу муніципального утворення Кумохинська сільрада.

## Історія
Від 2009 року входить до складу муніципального утворення Кумохинська сільрада.

## Населення
| 2002 | 2010  |
| ---- | ----- |
| 1016 | ↗1120 |